# Симеон Нинев
Симеон Савев Нинев, известен като Дядо Симо, е български революционер, гарибалдиец, войвода на Върховния македоно-одрински комитет.

## Биография
Симеон Нинев е роден в Кичевското село Ягол Доленци, Македония през 1841 година. Дете е на заможни родители и учи в манастира „Света Богородица Пречиста“. От 1861 до 1870 година е начело на хайдушка дружина, действаща в Кичевско, Тетовско, Скопско и Велешко.
В 1870 година като доброволец в отредите на Джузепе Гарибалди се сражава във Френско-пруската война. Назначен е за сержант и знаменосец на отряда. За проявена храброст е награждаван 2 пъти с френски ордени.
След 1872 година се установява в Калъраш, Румъния. В 1902 година с чета от 35 души взима участие в Горноджумайското въстание заедно с Тодор Саев. В 1903 година отново с чета от Румъния се включва в отряда на Софроний Стоянов и Александър Протогеров. В сражението при Габрово (15 април), Горноджумайско е ранен, но успява да се спаси.
След въстанието, изгонен от Румъния, се заселва в Силистра.
Умира през 1907 година. Погребан е в София.